# Minciuni adevărate
Minciuni adevărate (în engleză True Lies) este un film de acțiune de comedie american din 1994, regizat de James Cameron; cu Arnold Schwarzenegger, Jamie Lee Curtis, Tom Arnold, Bill Paxton, Tia Carrere, Charlton Heston și Art Malik în rolurile principale. Eliza Dushku apare în unul dintre primele sale roluri majore într-un film. Minciuni adevărate este o refacere extinsă a filmului francez Spionaj în familie (La Totale!, 1991), care a fost regizat de Claude Zidi și i-a avut în rolurile principale pe Thierry Lhermitte și Miou-Miou. Filmul a fost nominalizat pentru Premiul Oscar pentru cele mai bune efecte vizuale și Curtis a câștigat un premiu Globul de Aur pentru rolul ei comic, ca Helen Tasker.
Minciuni adevărate a fost primul proiect Lightstorm Entertainment care a fost distribuit prin afacerea companiei de producție a lui Cameron cu 20th Century Fox, precum și prima producție majoră pentru compania de efecte vizuale Digital Domain, care era cofondată de Cameron. Minciuni adevărate a fost singurul film în afară de seria Terminator în care au mai colaborat Cameron, Schwarzenegger și Brad Fiedel ca regizor, actor și respectiv compozitor.
La premiera sa, Minciuni adevărate a fost unul dintre cele mai scumpe filme realizate vreodată, costând 100–120 milioane $.

## Rezumat
Harry Tasker (Arnold Schwarzenegger) duce o viață dublă, îndeplinind misiuni sub acoperire pentru Guvernul SUA în cadrul unei organizații denumite "The Omega Sector" care se ocupă cu combaterea terorismului. Albert "Gib" Gibson (Tom Arnold) și Faisil (Grant Heslov) îl asistă în aceste misiuni sub comanda lui Spencer Trilby (Charlton Heston). Cu toate acestea, soția lui Harry, Helen (Jamie Lee Curtis), și fiica sa, Dana (Eliza Dushku), cred că el este un plicticos vânzător de computere la Tektel Systems (compania sub acoperire pentru Omega Sector) care face călătorii în scop de afaceri.
Ultima misiune a lui Harry din Elveția dezvăluie existența unui organizații teroriste islamice cunoscute sub denumirea Crimson Jihad, condusă de Salim Abu Aziz (Art Malik). Harry o suspectează pe vânzătoarea de antichități Juno Skinner (Tia Carrere) că are legături cu Aziz. După ce o vizitează, Harry este urmărit de oamenii lui Aziz prin mallul-ul Georgetown Park și printr-un hotel mare, lipsind în acest timp de la petrecerea pe care soția și fiica i-o organizaseră pentru ziua lui de naștere. 
Când Harry merge la biroul lui Helen în ziua următoare pentru a o lua la masă, este surprins să audă o conversație cu o colegă despre "Simon" (Bill Paxton), un bărbat cu care se vede, făcându-l pe Harry să devină îngrijorat cu privire la viitorul mariajului său. Folosindu-se de resursele Omega Sector (inclusiv un dispozitiv GPS și microfon fără fir ascuns în poșeta ei), el îl urmărește pe Simon, care se dovedește a fi un vânzător de mașini uzate ce se dă drept spion pentru a o seduce pe Helen. Helen este răpită de agenții lui Harry din camionul lui Simon și dusă într-o cameră de interogare cu un zid-fereastră. Harry o chestionează, utilizând un dispozitiv de distorsionare a vocii, despre relația ei cu "Simon" și despre căsătoria sa. Ea spune că a vrut să aibă o aventură în viața ei deoarece Harry nu i-a oferit niciodată așa ceva. Harry își dă seama că acoperirea sa de vânzător plictisitor era prea convingătoare. El decide să-i ofere lui Helen o aventură pentru a o face fericită punând-o să aleagă între a primi o "misiune" și a merge la închisoare. Ea alege misiunea: trebuie să se dea drept prostituată și să planteze un microfon în telefonul unui traficant de arme. Înainte de a avea șansa de a planta microfonul, Harry (care este "traficantul de arme") insistă ca ea să danseze pentru el. Dansul este întrerupt de oamenii lui Aziz care năvălesc în cameră, luându-i pe amândoi ca ostatici și ducându-i la o ascunzătoare a teroriștilor din Florida Keys.
Aziz mărturisește că el posedă arme nucleare ascunse în statuile antice transportate de Juno și plănuiește să detoneze una pentru a-și demonstra puterea față de Statele Unite. Harry, sub efectul unui ser al adevărului, își dezvăluie viața dublă secretă, spre stupefacția lui Helen. Harry evadează apoi, o eliberează pe Helen și atacă tabăra teroriștilor, încercând să oprească detonarea planificată. În timp ce luptă cu trupele lui Aziz, Harry pare să fi murit într-o explozie. Helen este recapturată și luată de Aziz, Juno și de teroriști, atunci când ei fug de pe insulă, înainte ca arma nucleară să fie detonată și ca tabăra să fie distrusă. Gib îl găsește și-l salvează pe Harry folosind dispozitivul GPS din poșeta lui Helen. Două avioane AV-8B Harrier ale Marinei Americane sunt aduse pentru a ataca convoiul lui Aziz care călătorește spre Overseas Highway și Harry reușește să o salveze pe Helen, dar Aziz scapă.
Harry află curând că Aziz i-a răpit fiica, Dana, și cu teroriștii rămași a ocupat ultimul etaj al unei clădiri de birouri în construcție, în centrul orașului Miami. Harry comandă un Harrier pentru a o salva pe fiica sa și a-i opri pe teroriști să detoneze armele nucleare rămase. Dana fură detonatorul și, urmărită de Aziz, urcă pe o macara, aflată în partea de sus a clădirii. Harry elimina câțiva teroriști cu mitraliera de pe Harrier, în timp ce restul teroriștilor decide să fugă cu un elicopter. Harry o vede pe Dana urcând pe macara și o convinge să sară în Harrier. Aziz o urmează pe Dana și îl atacă pe Harry în timp ce acesta din urmă încerca să-și tragă fiica în siguranță. Aziz cade din avion, dar își prinde rucsacul de o rachetă AIM-9 Sidewinder, cu care Harry trage în elicopterul teroriștilor, cu Aziz încă atașat de rachetă, ucigându-i pe toți.
Un an mai târziu, familia Tasker ia cina împreună. Un apel telefonic dezvăluie faptul că Helen lucrează acum pentru Omega Sector. Harry și Helen se îmbarcă împreună într-o nouă misiune.

## Distribuție
- Arnold Schwarzenegger - Harry Tasker
- Jamie Lee Curtis - Helen Tasker
- Tom Arnold - Albert "Gib" Gibson
- Grant Heslov - Faisil
- Charlton Heston - Spencer Trilby
- Eliza Dushku - Dana Tasker
- Art Malik - Salim Abu Aziz
- Tia Carrere - Juno Skinner
- Bill Paxton - "Simon"

## Recepție
La premiera sa din 1994, filmul a obținut în majoritate recenzii pozitive. Bazat pe 47 comentarii colectate de Rotten Tomatoes, Minciuni adevărate are un rating de 72% "proaspăt" și o medie ponderată de 6,5/10 cu consensul că "Chiar dacă nu atinge nivelul ridicat al colaborărilor precedente ale regizorului James Cameron și starului Arnold Schwarzenegger, Minciuni adevărate conține încă destulă acțiune și umor în intriga lui pe alocuri absurdă pentru a delecta". Situl Metacritic, care atribuie o medie ponderată pe baza unor comentarii diverse. a dat afara filmului 63 de puncte din 100, indicând "comentarii în general favorabile".
James Berardinelli de la Reelviews a dat filmului 3,5 stele din 4, afirmând:
"Încă trebuie să mă decid dacă Minciuni adevărate este o comedie sau un film de acțiune. El conține elemente grele din ambele și le interpretează la fel de bine. Spre deosebire de tentative eșuate ca Hudson Hawk și Last Action Hero, totuși, Minciuni adevărate este un film mare, grandios, care are o cantitate imensă de umor în timp ce nu se ia prea în serios... Speed (care a fost lansat în același an) și Minciuni adevărate oferă o vară care va lăsa spectatorii agitându-se cu emoție și trăgându-și respirația."
Filmul se bazează foarte mult pe cascadorii, efectuate de multe ori chiar de Schwarzenegger și Curtis. Filmul a adus încasări de 146 milioane $ pe plan intern și de 232,6 milioane $ în străinătate , făcându-l al treilea film ca valoare a încasărilor din 1994 , și reprezentând o revenire a lui Schwarzenegger după dezastruosul Last Action Hero din vara precedentă. Pentru interpretarea sa, Jamie Lee Curtis a primit în 1994 un premiu Globul de Aur pentru cea mai bună actriță într-un muzical/comedie.
Filmul a fost criticat ca sexist sau chiar misogin, pentru tratamentul aplicat personajelor feminine, cum ar fi folosirea de către personajul principal a resurselor agenției pentru a-și urmări și speria soția. Alții l-au perceput ca transmițând un puternic mesaj anti-arab sau anti-musulman.

## Continuare posibilă și adaptare pentru televiziune
În septembrie 2010, mai multe situri au afirmat că James Cameron lucrează la un posibil serial de televiziune inspirat din Minciuni adevărate cu producătorul Dark Angel, Rene Echevarria, în calitate de producător. În 2002, agențiile de știri online au afirmat că Eliza Dushku a spus că va avea loc o continuare care urma să reunească distribuția originală cu scenaristul/regizorul James Cameron. Cameron plănuia inițial să facă o continuare cândva prin 2002, dar și-a amânat planurile după atentatele din 11 septembrie 2001 care au avut loc la New York, spunând că terorismul nu mai era ceva care să fie luat în glumă. Într-un interviu, James Cameron a declarat că nu există planuri pentru o continuare a filmului Minciuni adevărate, dar el și Schwarzenegger au vorbit despre lucrul la un nou proiect imediat după ce Schwarzenegger va părăsi funcția de guvernator al Californiei.
În filmul The Kid & I, Tom Arnold interpretează un personaj fictiv bazat pe el însuși. În acest film, personajul a jucat în Minciuni adevărate și era urmărit de un fan și de o echipă formată din Henry Winkler și Linda Hamilton pentru a face o continuare; Schwarzenegger și Curtis apăreau jucându-și propriile roluri. Tom Arnold a comentat în glumă, la sediul de campanie a lui Schwarzenegger, că o continuare a filmului Minciuni adevărate a fost anulată după ce Arnold Schwarzenegger a câștigat alegerile pentru postul de guvernator al Californiei în anul 2003.

## Coloană sonoră
| Track list |                                                                     |         |  |
| Nr.        | Titlu                                                               | Lungime |  |
| 1.         | „Sunshine Of Your Love”                                             |         |  |
| 2.         | „Darkness, Darkness”                                                |         |  |
| 3.         | „Alone In The Dark”                                                 |         |  |
| 4.         | „Entity”                                                            |         |  |
| 5.         | „Sunshine Of Your Love (The Adrian Sherwood & Skip McDonald Remix)” |         |  |
| 6.         | „Main Title/Harry Makes His Entrance”                               |         |  |
| 7.         | „Escape From The Chateau”                                           |         |  |
| 8.         | „Harry's Sweet Home”                                                |         |  |
| 9.         | „Harry Rides Again”                                                 |         |  |
| 10.        | „Spying On Helen”                                                   |         |  |
| 11.        | „Juno's Place”                                                      |         |  |
| 12.        | „Caught In The Act”                                                 |         |  |
| 13.        | „Shadow Lover”                                                      |         |  |
| 14.        | „Island Suite”                                                      |         |  |
| 15.        | „Causeway/Helicopter Rescue”                                        |         |  |
| 16.        | „Nuclear Kiss”                                                      |         |  |
| 17.        | „Harry Saves The Day”                                               |         |  |

Cântecele care apar în film și care nu sunt incluse pe coloana sonoră lansată ca album: 
- "I Never Thought I'd See The Day" – interpretată de Sade
- "More Than a Woman" – interpretată de The Bee Gees
- "The Blue Danube" – interpretată de Orchestra din Philadelphia
- "Por una Cabeza" – tango argentinian, interpretat de  The Tango Project